# Benjamin Thorpe
Benjamin Thorpe (1789 — 19 de julho de 1870) foi um estudioso inglês da literatura anglo-saxônica.

## Biografia

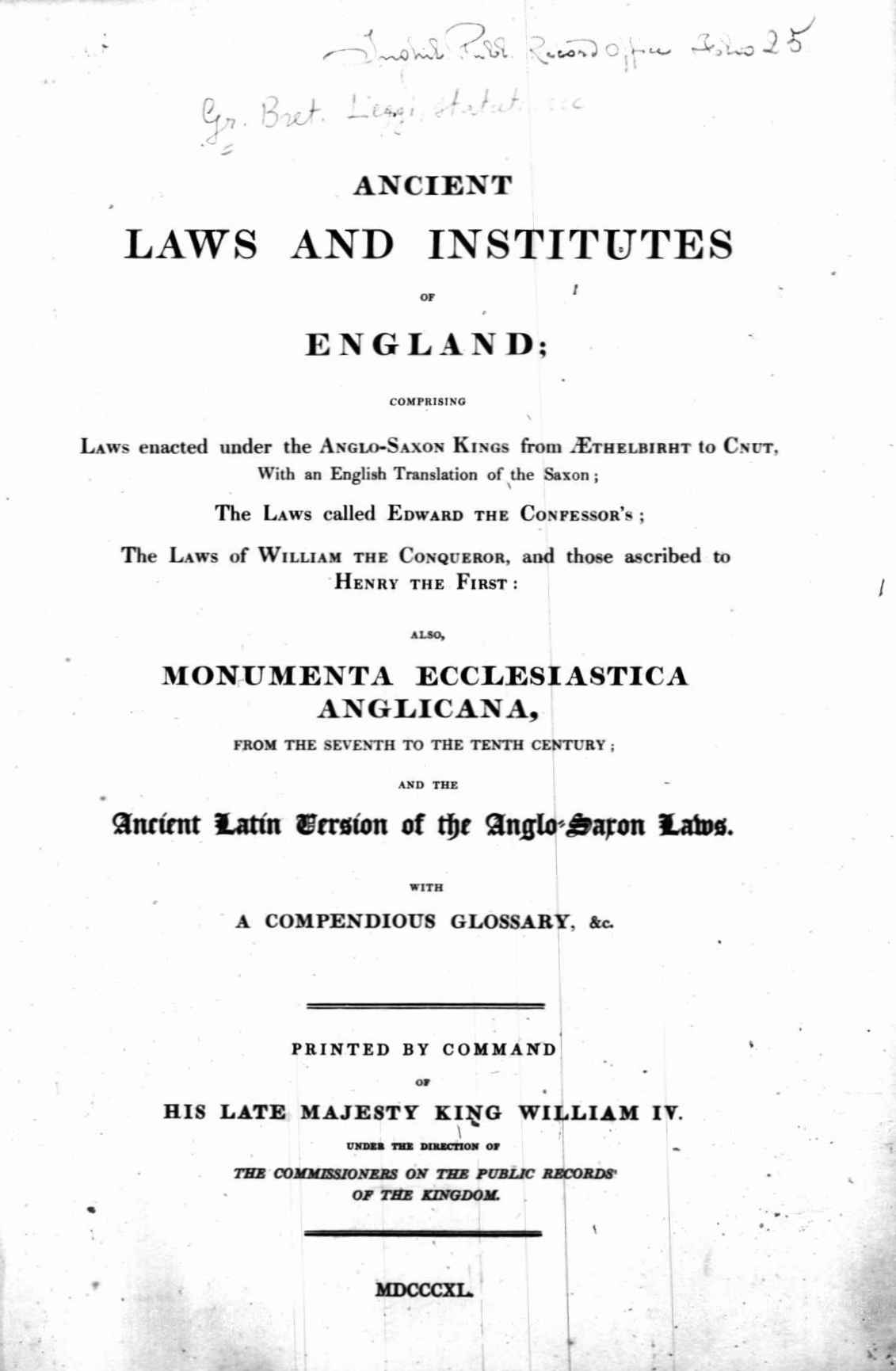
Ancient laws and institutes of England, 1840

Na década de 1820, ele trabalhou no início de sua carreira como um banqueiro na casa da família Rothschild, em Paris. Lá ele conheceu Thomas Hodgkin, que o tratou da tuberculose.
Depois de estudar durante quatro anos na Universidade de Copenhague, sob o filólogo dinamarquês Rasmus Christian Rask, Thorpe retornou à Inglaterra em 1830. Em poucos anos, ele estabeleceu uma reputação como um estudioso anglo-saxão.
Em reconhecimento do trabalho não renumerado, foi concedida a Thorpe uma lista civil de pensão de 160 libras em 1835, e em 17 de junho 1841 este foi aumentado para 200 libras por ano. Ele era um membro da Sociedade de Antiquários de Londres, membro da Academia Real de Ciências de Munique, e da Sociedade de Literatura dos Países Baixos em Leyden. Ele morreu em Chiswick, em julho de 1870.
Seus outros trabalhos incluem The Homilies of the Anglo-Saxon Church (1844).